# Carl Holmberg
Carl Johan Severin Holmberg  (Malmö, 9 maart 1884 - Malmö, 1 december 1909) was een Zweeds turner.
Oswald won samen met zijn broers Arvid en Oswald met het Zweedse team de gouden medaille op de meerkamp tijdens de Olympische Zomerspelen 1908.

## Olympische Zomerspelen
| Jaar | Plaats | Resultaten |
| ---- | ------ | ---------- |
| 1908 | Londen | team       |